# Гумбольдт (Іллінойс)
Гумбольдт (англ. Humboldt) — селище (англ. village) в США, в окрузі Коулс штату Іллінойс. Населення — 361 особа (2020).

## Географія
Гумбольдт розташований за координатами 39°36′17″ пн. ш. 88°19′12″ зх. д. / 39.60472° пн. ш. 88.32000° зх. д. (39.604721, -88.319974).  За даними Бюро перепису населення США в 2010 році селище мало площу 0,90 км², уся площа — суходіл.

## Демографія
Згідно з переписом 2010 року, у селищі мешкало 437 осіб у 180 домогосподарствах у складі 120 родин. Густота населення становила 484 особи/км².  Було 190 помешкань (211/км²).
Расовий склад населення:
| - 95,0 % — білих - 2,1 % — чорних або афроамериканців - 2,5 % — осіб інших рас |

До двох чи більше рас належало 0,5 %. Частка іспаномовних становила 7,3 % від усіх жителів.
За віковим діапазоном населення розподілялося таким чином: 23,3 % — особи молодші 18 років, 60,2 % — особи у віці 18—64 років, 16,5 % — особи у віці 65 років та старші. Медіана віку мешканця становила 38,9 року. На 100 осіб жіночої статі у селищі припадало 112,1 чоловіків;  на 100 жінок у віці від 18 років та старших — 101,8 чоловіків також старших 18 років.
Середній дохід на одне домашнє господарство  становив 51 016 доларів США (медіана — 46 818), а середній дохід на одну сім'ю — 57 160 доларів (медіана — 53 250). Медіана доходів становила 35 000 доларів для чоловіків та 29 583 долари для жінок. За межею бідності перебувало 12,8 % осіб, у тому числі 26,5 % дітей у віці до 18 років та 2,8 % осіб у віці 65 років та старших.
Цивільне працевлаштоване населення становило 233 особи. Основні галузі зайнятості: виробництво — 24,9 %, роздрібна торгівля — 17,2 %, освіта, охорона здоров'я та соціальна допомога — 16,3 %.